# Boadilla del Monte
Pour les articles homonymes, voir Boadilla del Camino.
Boadilla del Monte est une commune espagnole, située dans la communauté de Madrid. La population s'élève à 54 000 habitants en 2019.

## Géographie

### Situation
La commune couvre une superficie de 47,24 km2 dans l'ouest de Madrid et son point le plus haut culmine à 750 m. Son centre est situé à 14,5 km de la capitale.
Le sol, composé de calcaire, de marne et de gypse, présente une pente douce principalement orienté vers le sud-ouest. Le territoire communal présente une grande étendue de chênes verts (ou yeuses) et de pins.

### Climat
Le climat est tempéré avec 5 °C de moyenne pour le mois le plus froid (janvier) et 24,1 °C pour le plus chaud (juillet) et une température moyenne annuelle de 13,6 °C.

### Hydrographie
Le territoire communal est traversé par le Guadarrama et les ruisseaux Aulencia, Calabozo, Las Pueblas, Valenoso, Prado Grande, Las pastores et Los Mojuelos.

## Politique et administration
La commune est dirigée par un conseil municipal de vingt-cinq membres élus pour quatre ans. Depuis 1979, le conseil est à majorité de droite, principalement du Parti populaire (PP).

### Liste des maires depuis 1979
| Période | Période  | Identité                      | Étiquette | Qualité |
| ------- | -------- | ----------------------------- | --------- | ------- |
| 1979    | 1983     | Rafael Ochoa Gil              | UCD       |         |
| 1983    | 1991     | Matilde Múgica y Suazo        | AP        |         |
| 1991    | 1999     | Nieves Fernández Crespo       | PP        |         |
| 1999    | 1999     | Juan Enrique Roda López Otazu | PP        |         |
| 1999    | 2009     | Arturo González Panero        | PP        |         |
| 2009    | 2011     | Juan Siguero Aguilar          | PP        |         |
| 2011    | 2011     | Mercedes Nofuentes Caballero  | PP        |         |
| 2011    | 2019     | Antonio González Terol        | PP        |         |
| 2019    | En cours | Javier Úbeda Liébana          | PP        |         |

## Économie
La commune abrite le siège opérationnel du groupe Santander, la première banque espagnole.

## Équipements et transports

### Voies de communication
La commune est traversée par l'autoroute M-50 qui la relie au nord avec Majadahonda et au sud avec Alcorcón. La liaison avec le centre de Madrid se fait par l'autoroute M-40 qui passe à quelques kilomètres à l'est.

### Transports publics
Boadilla del Monte est desservie par cinq lignes de bus dont une nocturne (571, 573, 574, 591 et N905), ainsi que par la ligne 3 du métro léger de Madrid ouverte durant l'été 2007 reliant la commune à la station de métro Colonia Jardin.

## Culture et patrimoine
Le principal monument historique situé sur la commune est le palais de l'infant don Luis, construit au XVIIIe siècle. Après un abandon et une longue détérioration, la propriété a été vendue par la famille Rùspoli au conseil municipal de la commune. Il a été utilisé pour le tournage du film Les Fantômes de Goya de Miloš Forman.